# Алтары
Алтары (Лебяжье) — село, административный центр Алтарского сельского поселения в Ромодановском районе Мордовии.

## Название
Существует несколько версий относительно первого названия. По одной из них — в 1640 г. 6 мужчин, главы семейств (тат. алты ир), обосновались около озера Лебяжье (отсюда второе название села) вдоль р. Инсар. Согласно второй легенде, жители Алтар занимались возделыванием проса, которое продавали в соседние сёла, зазывая покупателей: «Ал тары!» («Бери просо!»). По архивным документам, Алтары имели и другие названия.

## География
Расположено в 7 км от районного центра и 5 км от железнодорожной станции Красный Узел.

## История
Наиболее раннее упоминание о селе относится к 1685 г.
В 1824 г. в Алтарах были построены 3 мечети. Одна из них действует и ныне.
23 сентября 1888 г. в селе было открыто первое в Пензенской губернии медресе. В нём в 1896—1898 гг. учился татарский поэт Ш. Камал. В Алтарах было 5 мельниц, 2 просодранки, 11 лавок.
В 1900 г. насчитывалось 285 дворов, 914 мужчин и 890 женщин.
6 марта 1918 г. в Алтарах был образован сельский Совет, первый в Кривозерской волости.
В 1917—1918 учебном году была открыта школа 1-й ступени с 4-классным образованием.

## Население
| 1900  | 2001  | 2002  | 2010  | 2012  | 2013  | 2014  |
| ----- | ----- | ----- | ----- | ----- | ----- | ----- |
| 1804  | ↘1057 | ↘1040 | →1040 | ↘1035 | ↘1028 | ↘1026 |
| 2015  | 2016  | 2017  | 2018  | 2019  | 2020  | 2021  |
| ↗1029 | ↘1008 | ↘1006 | ↘999  | ↘997  | ↘980  | ↗1003 |

Население 1 057 чел. (2001), в основном татары.

## Экономика
В 1929 г. был создан колхоз «Шефная звезда», с 1996 г. — СХПК. Имеет молочно-товарную ферму, крытый асфальтированный ток, склады, гараж, другие хозяйственные постройки, 2 400 га сельскохозяйственных угодий.

## Инфраструктура
Средняя школа, библиотека, дом культуры, медпункт, магазин, сберкасса, почтовое отделение;

## Памятники
Памятник погибшим воинам-афганцам Р. А. Кадеркаеву и М. М. Кузяеву.

## Религия
Мечети
- В селе две мечети

## Люди, связанные с селом
Алтары — родина учёных О. Д. Курмаева и М. И. Махмутова.

## Источник
- Энциклопедия Мордовия, Н. Х. Исхаков, В. Г. Шемяков.